# Beaussais-sur-Mer
Beaussais-sur-Mer község Franciaország Bretagne régiójában, Côtes-d’Armor megyében. Új községként 2017. január 1-jén jött létre három korábbi község: Ploubalay, Plessix-Balisson és Trégon egyesítésével. Lakosainak száma 4379 fő (2022. január 1.).

## Népesség
| Lakosok száma | 3352 | 3474 | 3556 | 3611 | 3757 | 3956 | 4168 | 4379 |
|               | 2013 | 2015 | 2017 | 2018 | 2019 | 2020 | 2021 | 2022 |